# George McGovern
George Stanley McGovern (Avon, 19 de julho de 1922 — Sioux Falls, 21 de outubro de 2012) foi um historiador norte-americano e político da Dakota do Sul que foi representante dos Estados Unidos e senador por três mandatos, e indicado à presidência do Partido Democrata na eleição presidencial de 1972.

## Vida
McGovern cresceu em Mitchell, Dakota do Sul, onde se tornou um debatedor renomado. Ele se ofereceu para as Forças Aéreas do Exército dos EUA após a entrada do país na Segunda Guerra Mundial. Como piloto do B-24 Liberator, ele voou 35 missões sobre a Europa ocupada pela Alemanha a partir de uma base na Itália. Entre as medalhas que ele recebeu estava uma Cruz Aérea Distinta por fazer um perigoso pouso de emergência de seu avião danificado e salvar sua tripulação. Após a guerra, ele se formou na Dakota Wesleyan University e na Universidade do Noroeste, culminando em um PhD, e serviu como professor de história. Ele foi eleito para a Câmara dos Representantes dos Estados Unidos em 1956 e reeleito em 1958. Depois de uma candidatura fracassada ao Senado dos Estados Unidos em 1960 , ele foi um candidato bem-sucedido em 1962 .
Como senador, McGovern foi um exemplo do liberalismo americano moderno. Ele se tornou mais conhecido por sua oposição aberta ao crescente envolvimento dos EUA na Guerra do Vietnã. Ele encenou uma breve candidatura na eleição presidencial de 1968 como substituto do assassinado Robert F. Kennedy. A subsequente Comissão McGovern-Fraser alterou fundamentalmente o processo de nomeação presidencial, aumentando o número de caucuses e primárias e reduzindo a influência de membros do partido. A Emenda McGovern-Hatfield tentou acabar com a Guerra do Vietnã por meios legislativos, mas foi derrotado em 1970 e 1971. A campanha presidencial de 1972 , de base remota e de base de McGovern, triunfou ao obter a indicação democrata, mas deixou o partido dividido ideologicamente e a fracassada escolha da vice-presidência de Thomas Eagleton minou a credibilidade de McGovern. Na eleição geral, McGovern perdeu para o titular Richard Nixon em uma das margens mais esmagadora da história eleitoral dos Estados Unidos. Embora reeleito para o Senado em 1968 e 1974, McGovern foi derrotado em sua candidatura ao quarto mandato em 1980.

Começando com suas experiências na Itália devastada pela guerra e continuando ao longo de sua carreira, McGovern se envolveu em questões relacionadas à agricultura, alimentação, nutrição e fome. Como o primeiro diretor do Food for Peace programa em 1961, McGovern supervisionou a distribuição de excedentes dos EUA para os necessitados no estrangeiro e foi fundamental para a criação nas Nações Unidas do Programa Mundial de Alimentos. Como único presidente do Comitê Seleto do Senado sobre Nutrição e Necessidades Humanas de 1968 a 1977, McGovern divulgou o problema da fome nos Estados Unidos e publicou o "Relatório McGovern", que levou a um novo conjunto de diretrizes nutricionais para os americanos. McGovern mais tarde serviu como Embaixador dos EUA na Agência das Nações Unidas para Alimentação e Agricultura de 1998 a 2001 e foi nomeado o primeiro embaixador global da ONU para a fome no mundo pelo Programa Mundial de Alimentos em 2001. O Programa Internacional de Alimentos para Educação e Nutrição Infantil McGovern-Dole forneceu refeições escolares para milhões de crianças em dezenas de países desde 2000 e resultou na nomeação de McGovern como co-laureado do World Food Prize em 2008.